# Профессор Молчанов (судно)
«Профе́ссор Молча́нов» — советское и российское научно-исследовательское судно, построенное в 1983 году в Финляндии. Названо в честь Павла Молчанова, русского и советского метеоролога, изобретателя и испытателя первого в мире радиозонда.
С 1991 года судно проводит полярные и океанологические исследования.
Судами-близнецами являются «Академик Шокальский» и «Профессор Мультановский».

## История судна
Морское экспедиционное исследовательское судно «Профессор Молчанов» класса «Академик Шулейкин» с ледовым усилением было построено в Финляндии для Советского Союза, и спущено на воду 28 декабря 1982 года.
С 26 января 1983 года по 7 сентября 1991 года судно занималось научными исследованиями в полярных широтах, совершив 34 похода под советским флагом, включая три глобальные гидрологические экспедиции под управлением Мурманского гидрометцентра:
- 28 апреля 1984 г. — 10 июня 1984 г. по маршруту: Северное море, Норвежское море, северо-восточная область Атлантического океана, Баренцево море.
- 19 сентября 1989 г. — 30 ноября 1989 г. по маршруту: Гренландское море, Северная Атлантика, Норвежское море, Баренцево море
- 12 декабря 1989 г. — 22 февраля 1990 г. по маршруту: Норвежское море, Южная Атлантика, Баренцево море, Северное море, Северная Атлантика.

Судно реконструировано в 2000 году.
5 августа 2011 года судно впервые отправилось в 45-дневную экспедицию в рамках проекта «По следам поморов» из Архангельска по маршруту: Архангельск — Певек — о. Врангеля — Певек — Архангельск.
Начиная с 2012 года на судне проводятся ежегодные экспедиции в рамках проекта САФУ «Плавучий университет».
1 июня 2012 года «Профессор Молчанов» с командой, в состав которой включено 50 студентов и сотрудников Северного (Арктического) федерального университета имени М. В. Ломоносова (САФУ), МГУ, СПбГУ, РГГМУ, ГОИН, ААНИИ, ВНИРО и др., отправился в плавание (проект «Плавучий университет») по маршруту: Архангельск — Белое море — Баренцево море — Шпицберген — Земля Франца-Иосифа — Новая Земля — Печорское море — Белое море — Архангельск.
В 2014 году было в экспедиции по 20 августа.
В 2016 году было в экспедиции с 7 по 23 июня.
В 2019 году прикрывало от волн терпящую бедствие яхту «Крейсер» сменив судно Академик Николай Страхов.
В 2023 году было в экспедиции с 23 июня по 14 июля.
Выйдя из Архангельска 29 июля 2023 года дошло 2 августа к Земле Франца-Иосифа для помощи севшему на мель судну Михаил Сомов.
В 2023 году было в экспедиции со 2 по 20 июня.

## Уголовное дело
В августе 2011 года по материалам прокурорской проверки было возбуждено уголовное дело в отношении начальника Мурманского территориального управления по гидрометеорологии и мониторингу окружающей среды, в оперативном управлении которого находится судно. По данным прокуратуры, проверка метеослужбы региона проводилась по обращению председателя Счётной палаты РФ о неправомерной передаче в аренду судов, находящихся в оперативном управлении ГУ «Мурманское управление по гидрометеорологии и мониторингу окружающей среды».
Согласно информации прокуратуры, с 1997 года руководитель мурманского управления Росгидромета на протяжении последних 14 лет (по состоянию на 2011 года) сдавал научное судно «Профессор Молчанов» в аренду, и вместо изучения арктических широт и передачи сведений о состоянии погоды в данном регионе, совершал круизы с норвежскими туристами, в результате чего бюджету был нанесён ущерб, согласно сообщениям прессы, в размере почти 50 миллионов рублей.
25 сентября 2012 года Генеральная прокуратура РФ сообщила, что Прокуратурой Мурманской области направлено в суд уголовное дело в отношении начальника регионального управления по гидрометеорологии Анатолия Семёнова, который обвиняется в совершении преступления, предусмотренного ч. 1 ст. 286 УК РФ (превышение должностных полномочий).

Установлено, что с 1982 года эта организация для проведения гидро- метеорологических замеров в Арктических широтах и определения погоды эксплуатирует научно-исследовательское судно «Профессор Молчанов».
В 1997 году между ГУ «Мурманское УГМС» и кипрской компанией был заключен договор бербоут-чартера этого корабля сроком на три года. При этом права на самостоятельную сдачу в аренду федерального имущества учреждение не имело.
Срок фрахтования судна неоднократно незаконно продлевался вплоть до сентября 2011 года. Иностранная компания использовала судно для организации туристических путешествий в Арктику.
Денежные средства, поступавшие от арендатора, в доход федерального бюджета не перечислялись, а зачислялись на счет ГУ «Мурманское УГМС» и были израсходованы Семеновым по собственному усмотрению. По версии следствия, в результате незаконных действий Семенова федеральному бюджету причинен ущерб на сумму свыше 80 млн рублей.
— В Мурманской области направлено в суд уголовное дело в отношении начальника регионального управления по гидрометеорологии, обвиняемого в причинении ущерба на сумму свыше 80 млн. рублей. // Новости Генеральной прокуратуры РФ (25.09.2012)
Информации о том, сколько средств выделялось из федерального бюджета на содержание судна и зарплату экипажа, Генеральная прокуратура не приводит.
По словам директора Института океанологии имени П. П. Ширшова Роберта Нигматулина, сутки похода научно-исследовательского судна «Академик Мстислав Келдыш» обходятся в $20 тысяч в день только на топливо и зарплату экипажа, а продолжаться экспедиция может 60 дней и даже простой судна обходится в 18 млн рублей в год. В 2012 году «Академик Мстислав Келдыш» из-за недостаточного финансирования был сдан руководством института во фрахт.

## На борту
К услугам пассажиров с видом на океан: двухкомнатная каюта № 513 — Люкс (23,2 м²), № 510, 517 (двухкомнатные) — Супериор (15,8 м²), а также 12 двухместных с удобствами и 9 двухместных без удобств и 2 трёхместные без удобств, ресторан, 2 бара, библиотека, лекционный зал, сауна, спутниковая система телефонной и факсовой связи, кабинет врача, амбулатория и 5 моторных лодок Zodiac.

## Серия «Академик Шулейкин»
Судами-близнецами судна «Профессор Молчанов» являются:
- головное судно «Академик Шулейкин»,
- «Арнольд Веймер»,
- «Академик Гамбурцев»,
- «Академик Голицын»,
- «Профессор Молчанов»,
- «Профессор Мультановский»,
- «Геолог Дмитрий Наливкин»,
- «Профессор Полшков»,
- «Профессор Хромов»,
- «Академик Шокальский»